# ساتی (اسطوره مصر)
ساتیس، ساتت یا ساتی، خدای سیل در رود نیل پنداشته می شده‌است. او یکی از ایزدبانوان مصر علیا بود و همراه با خنوم و آنوکت، بخشی از سه‌گانه الفانتین را تشکیل می‌دادند. فرقهٔ او در شهر باستانی اسوان در جنوب مصر بوده‌است. در جنوب مصر او را به عنوان مادر رود نیل می شناختند.

## نماد شناسی
ساتیس این خدا با داشتن روسری کرکس و تاج سفید مصر علیا و آراسته به شاخ بزکوهی و در حال حمل تیر و کمان ترسیم شده‌است. او را در حالت جاری ساختن آب نیل به بیرون از بستر خود و آبیاری زمین نیز به تصویر کشیده‌اند.